# بلدة شيشاير (ميشيغان)
شيشاير (بالإنجليزية: Cheshire Township, Michigan)‏ هي بلدة تقع بولاية ميشيغان في الولايات المتحدة. تبلغ مساحتها 93 (كم²)، وترتفع عن سطح البحر 210 م، بلغ عدد سكانها 2199 نسمة في عام تعداد الولايات المتحدة 2010 حسب إحصاء مكتب تعداد الولايات المتحدة وتصل الكثافة السكانية فيها 24.4 نسمة/كم2.

## وصلات خارجية
- www.btc-bci.com/~townhall
- The US50 - Cities and Towns in Michigan State
- Michigan Cities and Towns, Facts, Map, Flag, Colleges, Government, and More